# Rohard II d'Haïfa
 (juin 2025).
Rohard II d'Haïfa, ou Rohard II de Cayphas, mort avant 1244, est un chevalier croisé franc, probablement d'origine occitane qui fut dans les États latins d'Orient seigneur d'Haïfa.
Il est le fils aîné de Payen II d'Haïfa, précédent seigneur d'Haïfa, et de son épouse Hodierne, à qui il succède après la mort de ce dernier au plus tard en 1198.
Il épouse Aiglantine de Nephim, la plus jeune fille de Raymond II de Nephim, seigneur de Nephin dans le comté de Tripoli, et donc la sœur de Renouard II de Nephin. De ce mariage naissent quatre filles :
- Helvis d'Haïfa, qui succède à son père et qui épouse successivement Geoffroy Ier Poulain, Garcia Alvarez et Jean de Valenciennes ;
- Alix d'Haïfa, qui épouse Jean d'Ibelin, seigneur d'Arsouf ;
- Agnès d'Haïfa, qui épouse Boverel de Grimaut, de Gênes ;
- Isabelle d'Haïfa, qui épouse Raoul Brisebarre, seigneur de Blanchegarde.

Entre 1201 et 1220, il est nommé à la charge de chambellan du royaume de Jérusalem. Entre 1229 et 1232, c'est son frère puîné Renaud qui occupe ce poste.
La date de sa mort est inconnue mais survient avant 1244 et sa fille aînée Helvis lui succède à la tête de la seigneurie.